# Onthophagus sinuosus
Onthophagus sinuosus là một loài bọ cánh cứng trong họ Bọ hung (Scarabaeidae).